# Jacques Inaudi

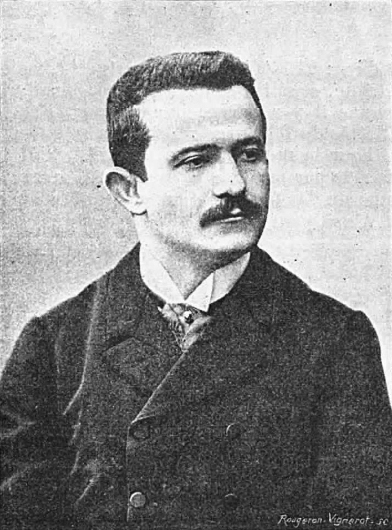
Jacques Inaudi

Jacques Inaudi, oder auch Giacomo Inaudi (* 15. Oktober 1867 in Roccabruna, Italien; † 10. November 1950 in Champigny-sur-Marne, Frankreich) war ein italienischer Rechenkünstler.

## Leben
Giacomo Inaudi wurde in armen Verhältnissen geboren und großgezogen. Sein Vater lehrte ihn den Beruf des Hirten. Recht bald kristallisierte sich Inaudis Talent zum Kopfrechnen heraus und so wurde er mit zwölf Jahren, nach dem Tod seiner Mutter, nach Marseille geschickt, wo er Bénédit Jules Dombey kennenlernte, einen Uhrenvertreter, für den er arbeitete und dessen Tochter, Marie-Antoinette, er später heiratete.
In den frühen 1890er Jahren zog er die Aufmerksamkeit von Psychologen und Ärzten bei diversen Vorträgen in der Akademie der Wissenschaften auf sich. Dort lernte er Jean-Martin Charcot und Alfred Binet kennen, welche die Fähigkeiten von Inaudi untersuchten. Vor allem Binet widmete sich der Thematik und publizierte einige Arbeiten darüber.
1881 wurde er von Emile Robert-Houdin, dem Direktor der Robert-Houdin-Theaters im Palais Royal in Paris engagiert. Sein Manager, Monsieur de Thorcey (alias Albert Ferdinant Guyot), organisierte ihm außerdem zahlreiche Auftritte auf französischen Messen, wo er dem Publikum schwierigste mathematische Operationen im Kopf ausrechnete.
Nachdem Thorcey am 30. August 1937 in Champigny-sur-Marne starb, wurde Robert Colson für acht Jahre sein neuer Manager. Jacques Inaudi starb am 25. November 1950 ebenfalls in Champigny-sur-Marne.
Inaudi entwickelte ein Roulettesystem (das sogenannte Inaudi-System), das er mit Erfolg, allerdings nur über 3.000 Coups praktizierte. Er spielte auf einer einzigen Figur, welche nach exakt zwei Viererserien (also beispielsweise viermal Rot gefolgt von viermal Schwarz) gespielt wurde.